# Danikerberg
De Danikerberg is een heuvel in Schinnen gemeente Beekdaelen in de Nederlandse provincie Limburg. Het ligt ten zuiden van Daniken en ten noorden van Sweikhuizen. Aan de voet van de heuvel stroomt de Geleenbeek. De heuvel is een uiteinde van een uitloper van het Plateau van Doenrade. Op en rond de heuvel ligt het Danikerbos.
De heuvel is ongeveer 97 meter hoog. De Geleenbeek aan de voet van de heuvel ligt op ongeveer 52 meter boven NAP en daarmee heeft de berg een prominentie van 45 meter.